# Емануель Боуен
Емануель Боуен (англ. Emanuel Bowen; 1694 — 1767) — англійський картограф, гравер та  географ англійського короля  Георгія II та французького короля Людовіка XV 

## Карти України
1744 р. Карта - “A New and ACCURATE MAP OF POLAND, LITHUANIA &c. Divided into its Palatinats, drawn from the best authorities, assisted by the most approv'd modern maps. The whole being  regulated by astronomical observations” у шести версіях. Середня Наддніпрянщина (Правобережна та Лівобережна) позначена як Ukrain (Україна). Західна Україна – Червона Русь (Red Russia), в межах якої виділено Покуття (Pokrusia). З українських історико-географічних земель виділено ще Волинь (Volhynia), Поділля (Podolia), Полісся (Polesia). .
1750-1754 рр. Карта – «An Accurate Map of Poland, Prussia & Lithuania».  Правобережна Україна (в складі Речі Посполитої) – Волинь (Volhynia), Лівобережна Україна (в складі Росії) – Russian Ukraine (Російська Україна), Західна Україна – Little Russia (Мала Русь), південь Little Russia – Pocussia (Покуття).